# Carl Frölich
För andra betydelser, se Carl Frölich (olika betydelser).
Carl Frölich, född 1680 i Västergötland, död (begraven den 17 december) 1754 i Stockholm, var en svensk greve, militär och ämbetsman. Han var son till Carl Gustaf Frölich.
Frölich var musketerare vid livgardet 1696–1697, fänrik vid Hälsinge regemente 1699 och löjtnant där 1700. Samma år följde han armén till Östersjöprovinserna. Frölich blev livdrabant 1701 och kapten vid grenadjärerna samma år. Han deltog i fälttåget i Polen, men följde aldrig med till Ukraina. Frölich blev överstelöjtnant vid svenska adelsfanan 1710 och sekundöverste för Västgöta kavalleriregemente 1717 och överste där 1719. Han hade deltagit i marschen mot Norge 1718 och deltog senare i 1719 års riksdag, där han räknades till arvprins Fredriks parti. Frölich blev landshövding i Österbottens län 1734, president i Åbo hovrätt 1739 och var president i Svea hovrätt 1743–1750. Frölich hade blivit riddare av Svärdsorden 1748.